# ウィリアム・ピアス
ウィリアム・リー・ピアス（英:William Leigh Pierce、1740年頃-1789年12月10日）は、アメリカ独立戦争中の大陸軍士官であり、1787年のアメリカ合衆国憲法制定会議代議員であった。
ピアスの生い立ちについてはほとんど知られていない。ピアスは自分のことをバージニアの人としていたが、ジョージアで生まれた可能性がある。アメリカ独立戦争の大半を大陸軍に従軍した。1776年11月30日に第1大陸砲兵連隊の大尉に任官された。ピアスはこの砲兵隊を離れて、1779年にイロコイ連邦に対して行われたサリバン遠征のときにジョン・サリバン将軍の副官となった。
ピアスはバージニアに戻り、ウィリアム・アンド・メアリー大学に入学したが、1780年12月、ナサニエル・グリーン将軍の副官になった。動乱の南部戦線を通じてグリーンに仕え、1781年9月8日のユートースプリングスの戦いでの勇敢さで大陸会議に認められた。独立戦争が終わる時に少佐への名誉昇進を果たした。
軍隊を辞めると、カリブ海で商人として身を立てようと考えた。最終的にジョージア州サバンナで落ち着き、士官仲間のリチャード・コールやアンソニー・ウォルトン・ホワイトと共に共同事業を始めた。1783年に裕福なサウスカロライナの農園主の娘シャーロット・フェンウィックと結婚し、後に著名な著作家となるウィリアム・ピアスが生まれた。
ピアスはジョージア邦議会でチャタム郡代表の議員となり、議会は1786年に連合会議、翌1787年にアメリカ合衆国憲法制定会議のそれぞれ代議員に選出した。憲法制定会議の席では議事の記録を取り続け、さらに重要なことに仲間の代議員の性格のスケッチを書いた。ピアスが記憶されているのはこのスケッチのお陰である。ピアスは事業の用件で7月に会議を離れ、憲法の最終稿に署名することは無かった。
ピアスは事業で問題を抱えそこそこの負債を負い、連邦政府での役職を求めたが指名を得られなかった。1789年にはアメリカ合衆国下院議員選挙に出たが落選した。シンシナティ協会ジョージア支部の当初の会員であり、副会長も務め、またチャタム郡アカデミーの理事を死ぬまで務めた。